# Michajłowska Akademia Artylerii
Michajłowska Akademia Artylerii, w literaturze także Michajłowska Akademia Artyleryjska (ros. Михайловская артиллерийская академия) – jedna z renomowanych uczelni wojskowych dla starszych oficerów Armii Imperium Rosyjskiego, założona w 1855 w Sankt Petersburgu i kształcąca oficerów dyplomowanych artylerii. Do jej tradycji nawiązuje powstała w ZSRR Wojskowa Akademia Wojsk Rakietowych Przeznaczenia Strategicznego.

## Utworzenie Akademii
Michajłowska Akademia Artylerii została utworzona w 1855 roku z klas oficerskich szkoły artyleryjskiej i początkowo była częścią akademii wojskowej. W 1863 roku Akademia Michajłowska uzyskała samodzielną organizację podległą generałowi Feldzeugmeisterowi. 
Zgodnie z obowiązującymi przepisami, znacząco zmienionymi przez ustawy z 28 marca 1888 i 4 grudnia 1893, Michajłowska Akademia Artylerii miała 3 klasy: młodszą, starszą i dodatkową. Pierwsze dwie miały na celu upowszechnianie wyższej wiedzy w jednostkach wojsk artyleryjskich, dodatkowa miała na celu przygotowanie oficerów do służby w technicznych instytucjach artyleryjskich. Bezpośrednie zarządzanie akademią powierzono jej komendantowi, który był jednocześnie komendantem Michajłowskiej Szkoły Artylerii. Akademia posiadała własną bibliotekę, laboratorium chemiczne, muzeum i laboratorium fizyczne. 
Liczba uczniów we wszystkich trzech klasach wynosiła 60 oficerów. Do egzaminu wstępnego mogli przystąpić oficerowie wszystkich rodzajów sił zbrojnych do stopnia porucznika gwardii lub kapitana sztabowego armii włącznie, o ile wcześniej pełnili służbę w stopniu oficerskim przez co najmniej 3 lata, w tym w jednostkach bojowych przez co najmniej 2 lata; Ci, którzy ukończyli kurs w szkole artyleryjskiej lub na uniwersytecie na wydziale fizyki i matematyki z dyplomem pierwszego stopnia, musieli służyć tylko dwa lata. 
Każdy rok nauki w akademii wiązał się z odbyciem 1,5-letniej służby w artylerii. Osoby chcące wstąpić do akademii, z wyjątkiem tych, które służyły w jednostkach Petersburskiego Okręgu Wojskowego, były poddawane wstępnym badaniom w okręgowych zarządach artylerii. Ci, którzy zdali ten test, byli wysyłani na koszt państwa do Petersburga, gdzie egzaminowano ich z artylerii, fortyfikacji, taktyki, algebry, geometrii, trygonometrii, rachunku różniczkowego i całkowego, fizyki, chemii, mechaniki elementarnej, rysunku artyleryjskiego, a także z języków rosyjskiego, francuskiego i niemieckiego. 
Przedmioty nauczania teoretycznego w akademii: głównymi są: 1) wszystkie działy artylerii, 2) technika, 3) mechanika teoretyczna, 4) mechanika praktyczna i 5) chemia; pomocnicze - 1) matematyka wyższa, 2) fizyka, 3) strategia, 4) fortyfikacja, 5) taktyka, 6) historia sztuki wojennej, 7) administracja wojskowa oraz 8) języki rosyjski, francuski i niemiecki. 
W celu odbycia szkolenia praktycznego oficerowie byli wysyłani w miesiącach letnich do instytutów technicznych artylerii, marynarki wojennej, górnictwa i innych resortów, a także do prywatnych fabryk. 
Wszyscy oficerowie, którzy ukończyli klasę starszą z wynikiem pozytywnym, otrzymywali odznakę akademicką i specjalne przywileje przy awansie na stopień oficera sztabowego, a ci przydzieleni do pierwszej kategorii otrzymywali dodatkowo roczną pensję. Najlepsi spośród uczniów, którzy ukończyli klasę starszą w kategorii I, byli przenoszeni do klasy dodatkowej. Ci, którzy ukończyli ją pomyślnie, awansowali na kolejne stopnie aż do stopnia kapitana armii lub kapitana sztabowego gwardii włącznie, otrzymywali tytuł „inżyniera-technologa wojskowego” i prawo do służby w technicznych instytucjach artyleryjskich. 
Naukę w akademii prowadzili profesorowie (7 zwyczajnych i 3 nadzwyczajnych) i nauczyciele; Na pensje przeznaczano rocznie 42 800 rubli. Ogółem w latach 1820–1895 Akademię Michajłowską (i klasy oficerskie) ukończyło 1246 oficerów .

## Komendanci Akademii
- 04.09.1881 - 08.12.1898 - generał porucznik Nikołaj Demjanienkow;
- 04.01.1900 - 24.09.1903 - generał porucznik Stepan Walewaczew;
- 04.10.1903 - 03.1917 - generał major (od 06.12.1905 - generał porucznik, od 14.04.1913 - generał artylerii) Wasilij Czerniawski;
- 03.1917 - 1923 - generał porucznik (od 10.1917 - inżynier-technolog wojskowy) Siergiej Pietrowicz[2] .

## Znani absolwenci
Absolwenci - Polacy:
- Michał Godlewski (ur. 1875),
- Jan Jacyna (1861–1930),
- Tadeusz Jastrzębski (1877–1949),
- Antoni Kaczyński (1874–1925),
- Edward Kowerski (1837–1916),
- Antoni Markiewicz (ur. 1860),
- Kazimierz Pławski (1877–1969),
- Romuald Wołyncewicz (1878–1929),
- Józef Zawadowski[2] .